# University of New Brunswick

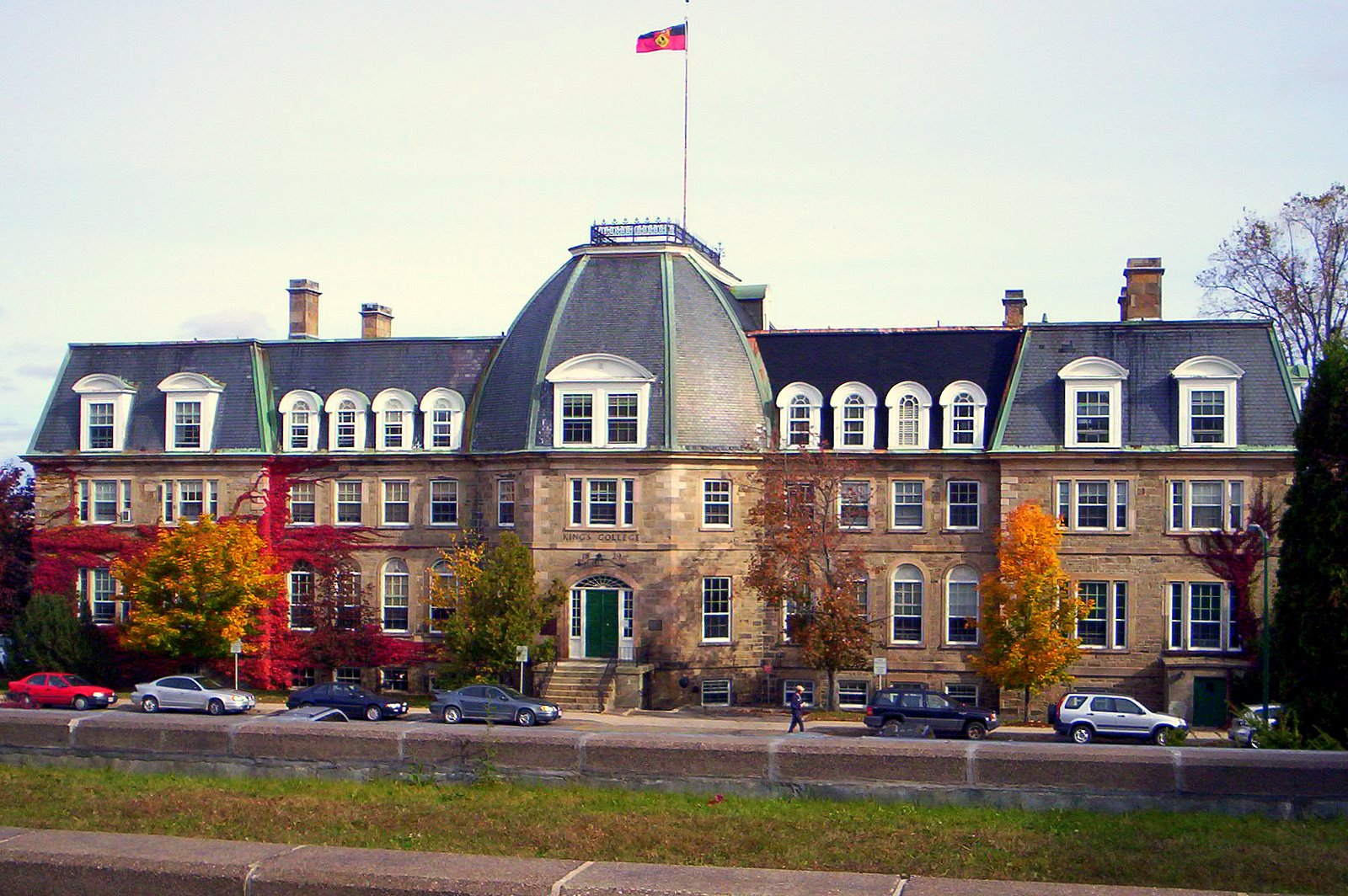
Das Old Arts Building auf dem Campus

Die University of New Brunswick (UNB) ist eine Universität in der kanadischen Provinz New Brunswick. Sie ist die älteste Universität in Kanada, in der in englischer Sprache gelehrt wird, und zählt zu den ersten öffentlichen Universitäten Nordamerikas. Sie verfügt über zwei größere Campusanlagen. Der erste Campus wurde im Jahre 1785 in Fredericton eröffnet, der zweite befindet sich in Saint John und wurde im Jahre 1964 eröffnet. Darüber hinaus verfügt die Universität über zwei kleinere Niederlassungen in Moncton und in Bathurst, sowie zwei örtliche Büros in der Karibik und eines in Peking. Die Universität bietet über 75 Studienabschlüsse auf Bachelor- und Masterlevel an.

## Fachbereiche
Die Universität ist mit Stand 2021 in insgesamt 14 Fakultäten gegliedert.
Fredericton Campus:
- Geisteswissenschaften (arts)
- Informatik (computer science)
- Pädagogik (education)
- Ingenieurwesen (engineering)
- Forstwirtschaft und Umweltmanagement (forestry and environmental management)
- Kinesiologie (kinesiology)
- Jura (law)
- Management (management)
- Pflege (nursing)
- Interdisziplinäres Führungswesen (Renaissance College)[6]
- Wissenschaft (science)

Saint John Campus:
- Geisteswissenschaften (arts)

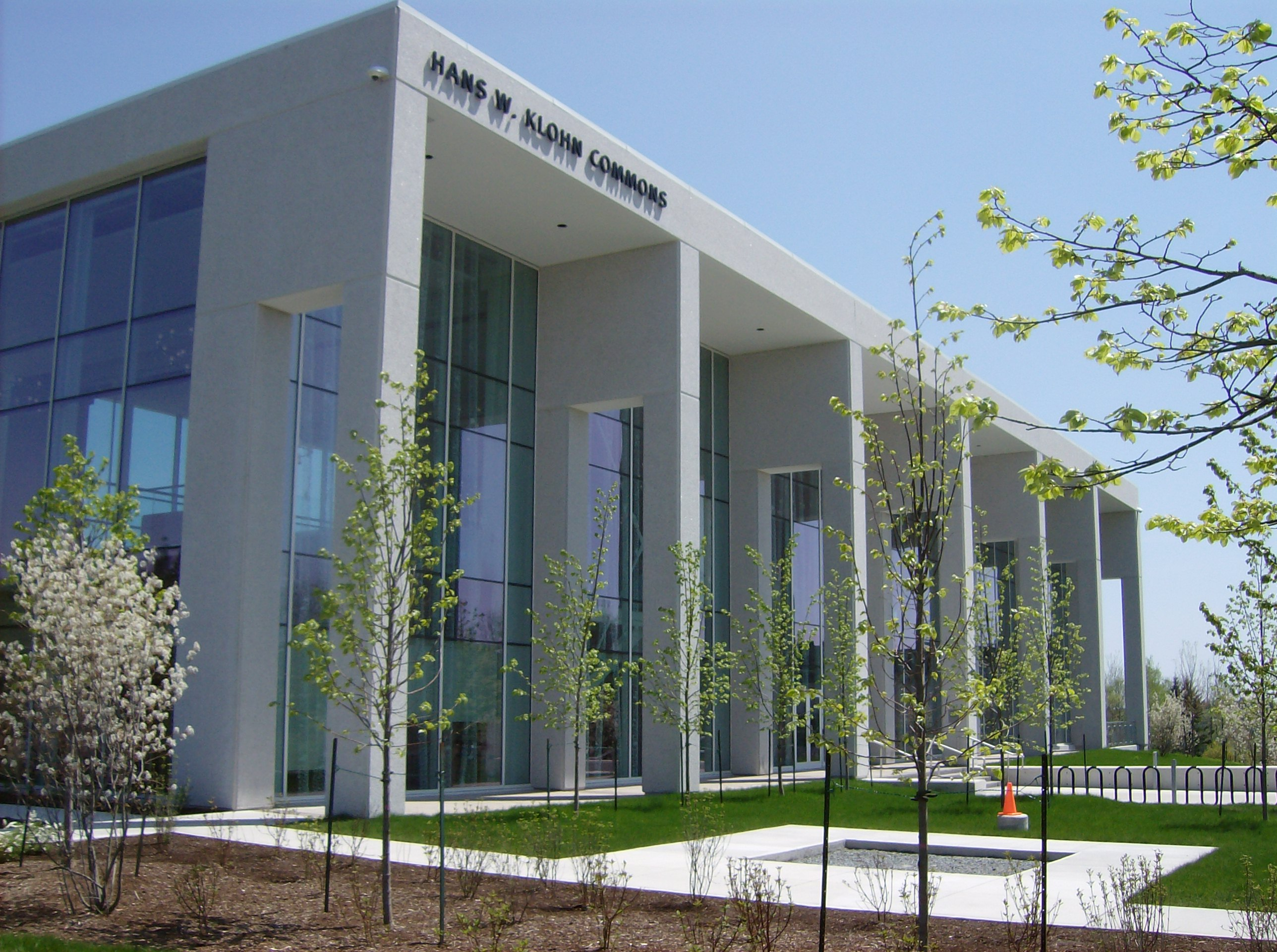
Universitätsbibliothek am Campus Saint John

- Wirtschaftswissenschaften (business)
- Angewandte Wissenschaft und Ingenieurwesen (applied science and engineering)

## Zahlen zu den Studierenden
Die Zahl der Studierenden im Herbst 2020 entsprach 8.307 Vollzeitäquivalenten (FTE). Davon waren 6.440 am Standort Fredericton und 1.867 am Campus Saint John eingeschrieben. 2004 waren insgesamt 11.114 FTE registriert gewesen, 2008 9.560, 2012 9.493 und 2016 8.554 FTE. Die Universität gibt die Zahl der lebenden ehemaligen Studenten (alumni) mit über 90.000 an.

## Medien auf dem Campus

### Radiosender
- FM 107.3 CFMH-FM (Saint John)
- FM 97.9 CHSR-FM (Fredericton)

### Campus-Zeitungen
- The Baron (Saint John campus)
- The Brunswickan (Fredericton campus)
- The Pillar (Engineering Newspaper) (Fredericton Campus)

## Bekannte Absolventen/Studenten (Auswahl)
- Hans Peter Arp (* 1976), kanadisch-deutscher Umweltchemiker und Hochschullehrer
- Dustin Friesen (* 1983), deutsch-kanadischer Eishockeyspieler
- Sam Hinds (* 1943), Premierminister von Guyana
- Frances Itani (* 1942), kanadische Schriftstellerin und Lyrikerin
- Frank McKenna (* 1948), kanadischer Politiker
- Alistair MacLeod (1936–2014), kanadischer Schriftsteller
- Anne Murray (* 1945), kanadische Country-Sängerin
- Charles G. D. Roberts (1860–1943), kanadischer Lyriker und Schriftsteller